# 성단용
성단용(城旦舂)은 고대 중국의 형벌로, 노역형의 하나이다.

## 개요
낮에는 국경 수비에, 밤에는 성벽 쌓기에 동원시키는 성단과 곡식을 찧어 죄수들을 먹이게 하는 용으로 이루어졌으며, 남자는 성단에, 여자는 용에 처하였다.

### 곤겸성단용
전한 문제 때에는 각종 형벌을 완화시키면서, 기존의 경형을 대신하여 곤겸성단용(髡鉗城旦舂)이 시행되었다. 곤겸성단용은 성단용에 머리를 깎는 곤형과 형구를 채우는 겸형을 더하였다.

### 완성단용
완성단용(完城旦舂)은 곤겸성단용에서 곤형·겸형을 제외한 형벌이다. 역시 문제 때부터 시행된 것으로, 기존의 노역형인 완형을 대신하여 도입되었다.
완성단용에 처한 죄수는 5년을 복역하였는데, 완성단용 자체의 형기는 3년으로, 이후 귀신백찬 1년·예신첩 1년으로 차례로 전환되어 복역하였다. 예신첩까지 복역하면 비로소 사면되어 서인(庶人)으로 돌아갔다.

## 출전
- 반고, 《한서》 권23 형법지